# 源倫子

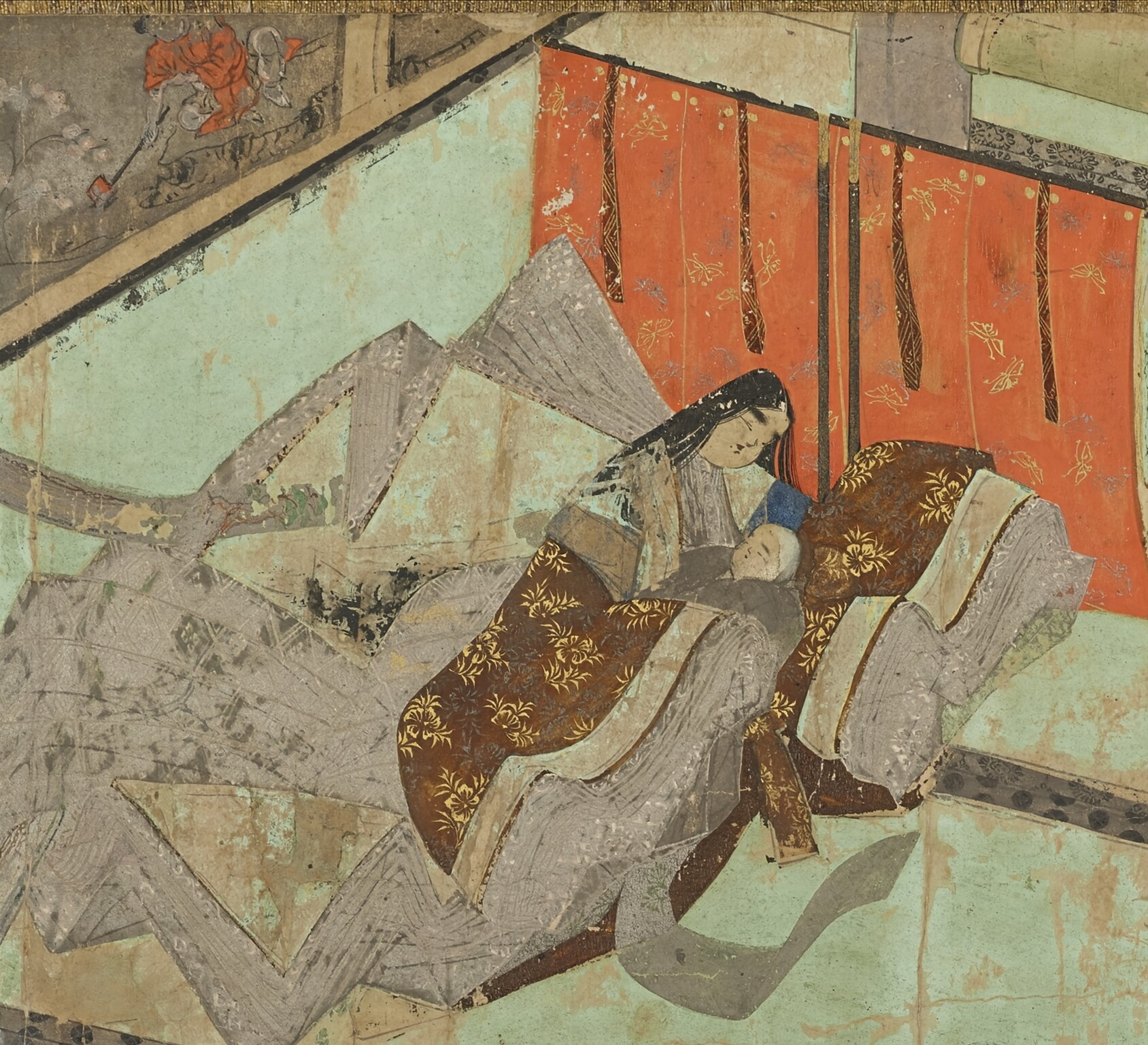
裳唐衣をまとった倫子が、外孫・敦成親王（後の後一条天皇）を抱く
『紫式部日記絵巻断簡』より

源 倫子（みなもと の りんし/みちこ/ともこ、康保元年（964年）- 天喜元年6月1日（1053年6月19日））は、平安時代中期の貴族女性で、藤原道長の正室。父は左大臣・源雅信、母は正室・藤原穆子。兄弟に宇多源氏の嫡流源時中、源時通、『枕草子』にたびたび登場する源扶義、源時方、源通義、大僧正済信、寂源など。法名は清浄法。同母兄弟はすべて遁世して果てた。

## 経歴
父・雅信の土御門邸で出生。宇多天皇の曾孫にあたる。雅信は倫子を天皇の后にと考えていたようだが、花山天皇は在位短くして退位、続く一条天皇も年齢が不釣合いであり、また母・穆子の強い勧めもあって、永延元年（987年）に道長と結婚した。その当時倫子は24歳、道長は22歳であった。道長の実父であった摂政・藤原兼家を牽制しえた唯一の公卿が一上の有資格者であった源雅信であり、この結婚が兼家と雅信の緊張緩和につながったこと、また朝廷の中心的地位にあり土御門邸をはじめとする財産を有した雅信の婿になることは、道長の政治的・経済的基盤の形成において大きな意味を有した。また、夫婦仲は円満であったらしく多くの子女、とりわけ娘に恵まれたことが夫道長の後の幸運を支えることになった。
永延2年（988年）に長女・彰子（後の一条天皇中宮、上東門院）を、正暦3年（992年）に長男・頼通を生む（この頃、道長は源明子と結婚）。正暦5年（994年）に次女・妍子（後の三条天皇中宮）、長徳2年（996年）に教通が誕生。長徳4年（998年）の正月の女叙位に従五位上に叙せられ、同年10月に従三位となる。これは道長の姉である東三条院藤原詮子の推挙であったが、翌年予定されていた長女・彰子の入内を補佐・後見することを目的としたものと推定されている。なお、表向きの口実は詮子が道長の土御門邸及び一条邸にて世話になっていることに対する謝意としての推挙であるが、土御門邸も一条邸も元は源雅信から倫子に譲渡された邸宅であった。長保元年（999年）、威子（後の後一条天皇中宮）を生む。長保2年（1000年）、彰子の立后の際に、土御門邸より入内したことを理由として従二位に叙される。
倫子は正妻として、男子は明子所生の頼宗・能信らよりも高い地位に就き、女子も入内するなど優遇され重んじられた。また、后に皇子女が誕生すると、后の母親が天皇の妻としての役割がある后に代わって補佐・後見を担っていたが、倫子は彰子らの母としてこの役目を担い、道長の後宮政策を支えた。彰子側近の女房のうち、大納言の君・小少将の君の姉妹は倫子の同母弟である源時通の娘、宰相の君は同母妹の婿である藤原道綱の娘（ただし、生母は不詳）であることから、倫子に近い女性が多かったと言える。
寛弘3年（1006年）、一条天皇が花見のために東三条邸と一条邸を御幸した際に正二位に叙される。寛弘4年（1007年）嬉子（後の東宮敦良親王妃、後冷泉天皇母）が誕生した後、病に冒される。
寛弘5年（1008年）、敦成親王（後一条天皇）誕生により従一位に叙せられる。一条天皇は当初道長（倫子と同じ正二位）を従一位にすることを決めていたが道長が辞退をしたため、代わりに妻子が叙位を受けたと考えられる（結果として位階の面では以降10年間にわたって倫子が道長を上回っている）。女性が従一位に叙された先例としては、右大臣藤原氏宗の後室であった藤原淑子（基経の妹）の例があるが、彼女は女官として在任して尚侍にまで昇進し、かつ猶子としていた定省王が宇多天皇として即位をしたことで「天皇の養母」として遇された経緯があり、無官のまま従一位になった女性は倫子が最初となる。
長和5年（1016年）道長と准三宮になり、万寿4年（1027年）道長が薨去、また長女彰子を除く娘三人にも相次いで先立たれた。長元4年（1031年）頃、土御門殿の西隣にあった藤原惟憲の邸宅である鷹司殿を得てそこに移り住んだことから、以降は彼女のことを鷹司殿と称した。長暦3年（1039年）に出家、清浄法と号した。また、夫が亡くなった法成寺内に西北院を造営し、そこを居所としていた時期もあった。
その後は夫や娘達の菩提を弔って、孫（又は曾孫）後冷泉天皇の天喜元年（1053年）に90歳で薨去。

## 関連作品
小説
- 『この世をば』（永井路子）

映画
- 『紫式部』（1939年、演：梅村蓉子）
- 『千年の恋 ひかる源氏物語』（2001年、東映、演：浅利香津代）

テレビドラマ
- 『光る君へ』（2024年、NHK、大河ドラマ、演：黒木華）
- 『紫式部のスマホ』（2024年、NHK、演：藤白レイミ）

漫画
- 『神作家・紫式部のありえない日々』（D・キッサン）

テレビアニメ
- 『ねこねこ日本史』（声：不明）